# Neocalyptrocalyx nectarea
Neocalyptrocalyx nectarea är en kaprisväxtart som först beskrevs av Vell., och fick sitt nu gällande namn av Hutchinson. Neocalyptrocalyx nectarea ingår i släktet Neocalyptrocalyx och familjen kaprisväxter. Inga underarter finns listade i Catalogue of Life.